# 아쿠아 알렉산드리나

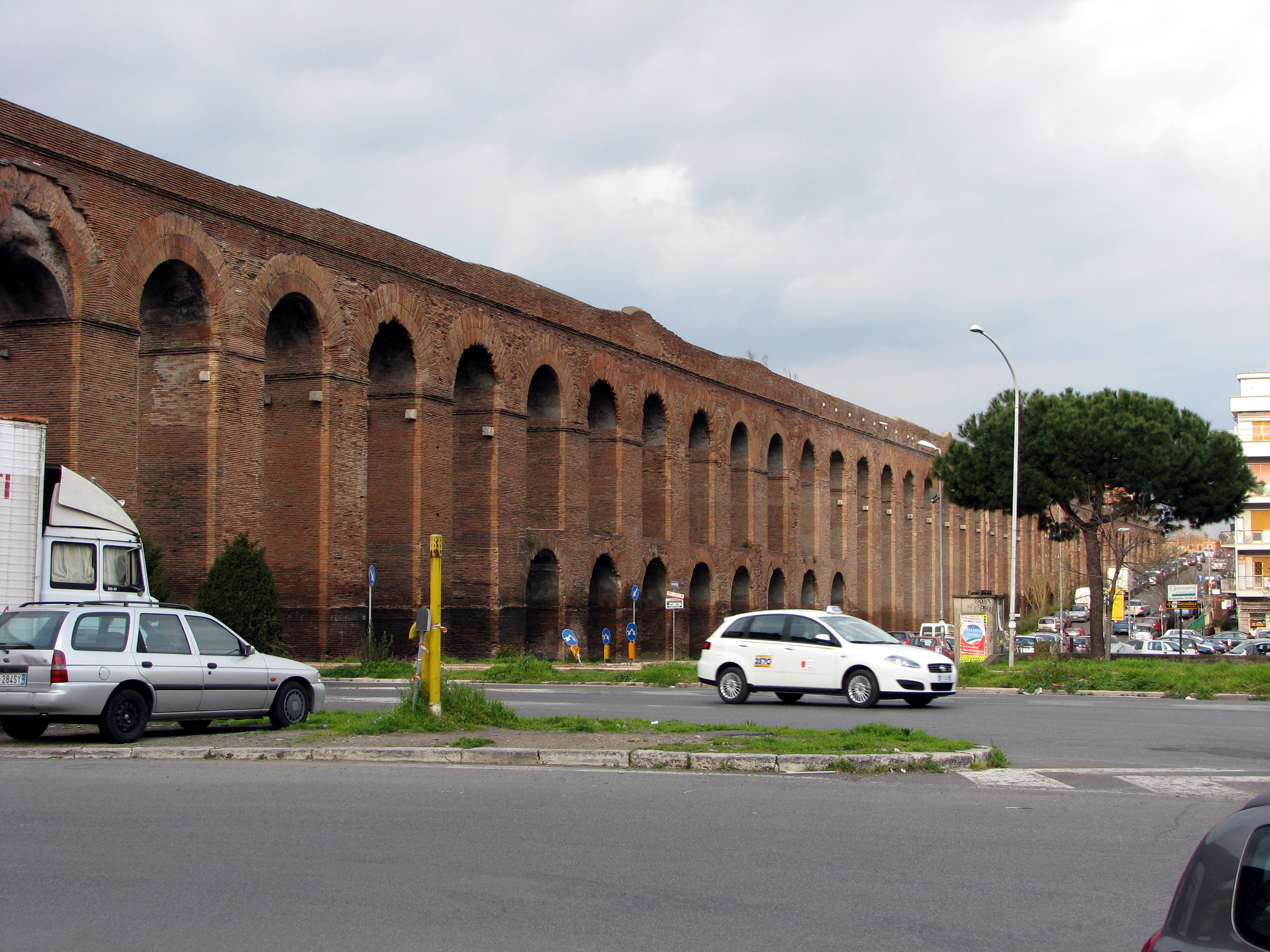
팔미로 톨리아티 대로를 건너는 아쿠아 알렉산드리나. 이곳에 있는 아치의 높이가 가장 높다.

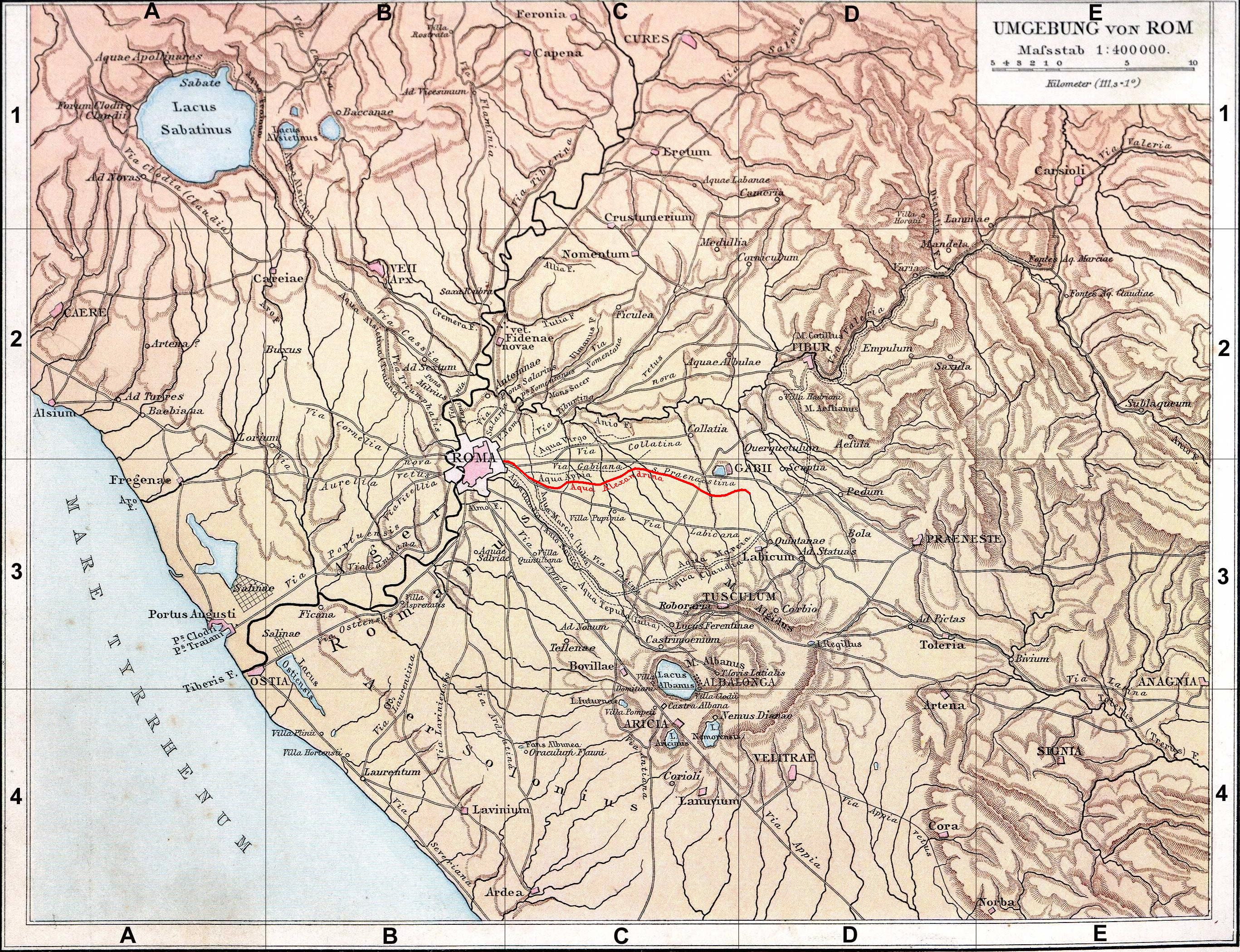
로마 외부의 아쿠아 알렉산드리나 경로

아쿠아 알렉산드리나(라틴어: Aqua Alexandrina, 이탈리아어: Acquedotto alessandrino)는 이탈리아 로마 시에 자리한 고대 로마의 수도교이다. 총 길이는 22.4km로 판타노보르게세에서 캄푸스 마르티우스의 알렉산드리나 욕장까지 물을 운반한다. 서기 3세기에서 8세기경까지 사용된 것으로 알려져 있다.

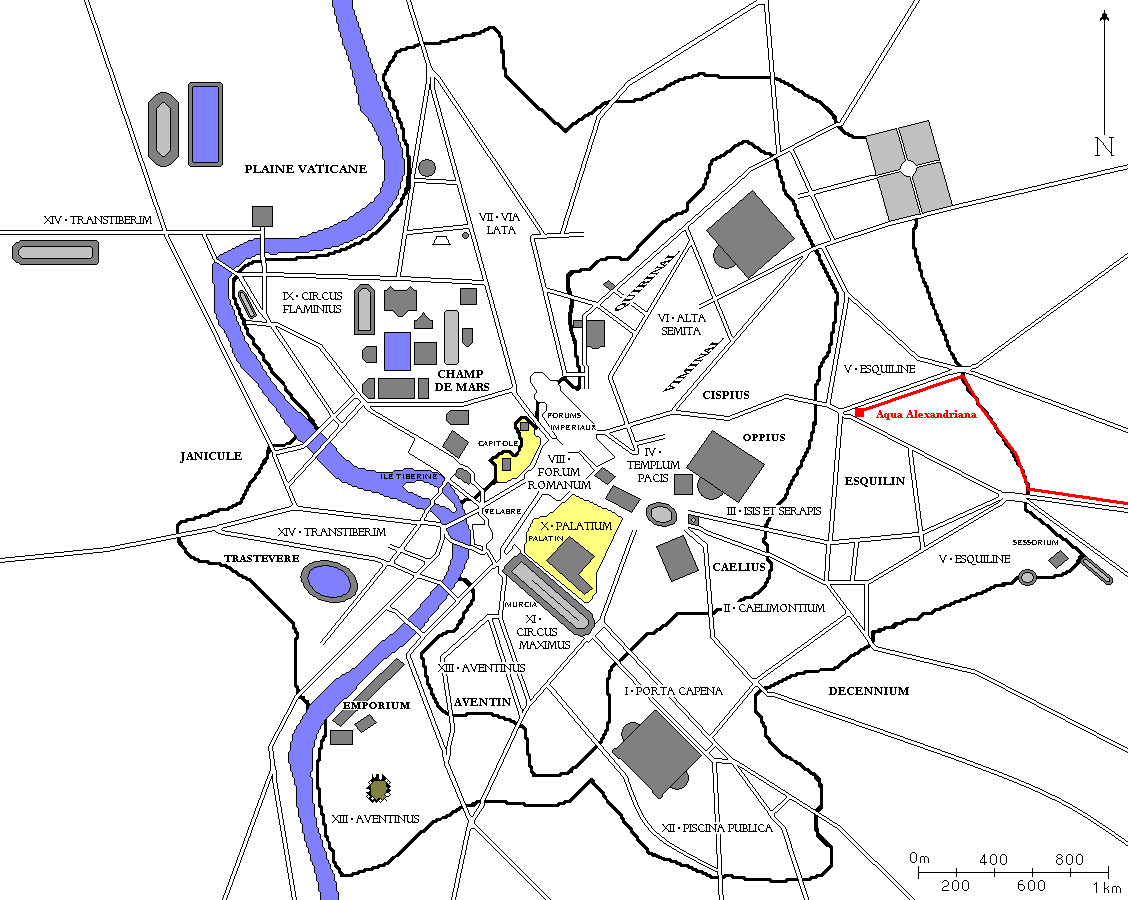
로마 시내의 아쿠아 알렉산드리나 경로

## 역사
서기 226년 고대 로마 시의 11개 수도교 중 마지막 수도교로 건설되었다. 세베루스 알렉산데르 황제 대에 네로 욕장을 확장해 만든 '알렉산드리나이 욕장'에 물을 대기 위한 것이었다. 아쿠아 알렉산드리나는 3~4세기경 디오클레티아누스 황제  대에 처음으로 보수작업을 거쳤고 이후 5~6세기, 그리고 마지막으로 8세기 교황 하드리아노 1세 대에 보수를 거쳤다. 1680년에는 이탈리아의 골동품 수집가 라파엘로 파브레티가 이 수도교에 대한 묘사를 남기기도 했다.

## 경로
아쿠아 알렉산드리나는 가비 시 (지금의 몬테콤파트리) 근처에 있는 판타노보르게세 습지대를 발원지로 삼았다. 이곳은 1586년부터는 아쿠아 펠리체에도 수도를 공급하기도 했다. 전체 22.4km 증 처음 6.4km 구간은 지하 터널로 되어 있고, 이후로는 지상으로 노출되며, 나머지 2.4km 구간은 벽돌아치로 수도교를 지어 캄파냐로마나 계곡지대를 가로지른다.
마지막 단계인 로마 시내 구간 중 일부는 정확한 경로가 불분명하지만, 우선 포르타 마조레 부근에서 도시로 진입해 캄푸스 마르티우스의 알렉산데르 욕장에 이르렀다는 것은 확실하다. 이 주변으로는 판테온과 누오바 광장이 있다.

## 기술
아쿠아 알렉산드리나의 수용량은 계절에 따라 다르지만 하루에 120,000세제곱미터에서 320,000세제곱미터에 달한 것으로 추정된다.
수도교의 아치는 콘크리트를 기반으로 하고 겉에 벽돌을 두르는 식으로 만들어졌다. 각각의 아치기둥에는 네 개의 조그만 트래버틴 선반이 달려 있는데 그 기능이 무엇이었는지는 아직 밝혀지지 않았다.

## 유적

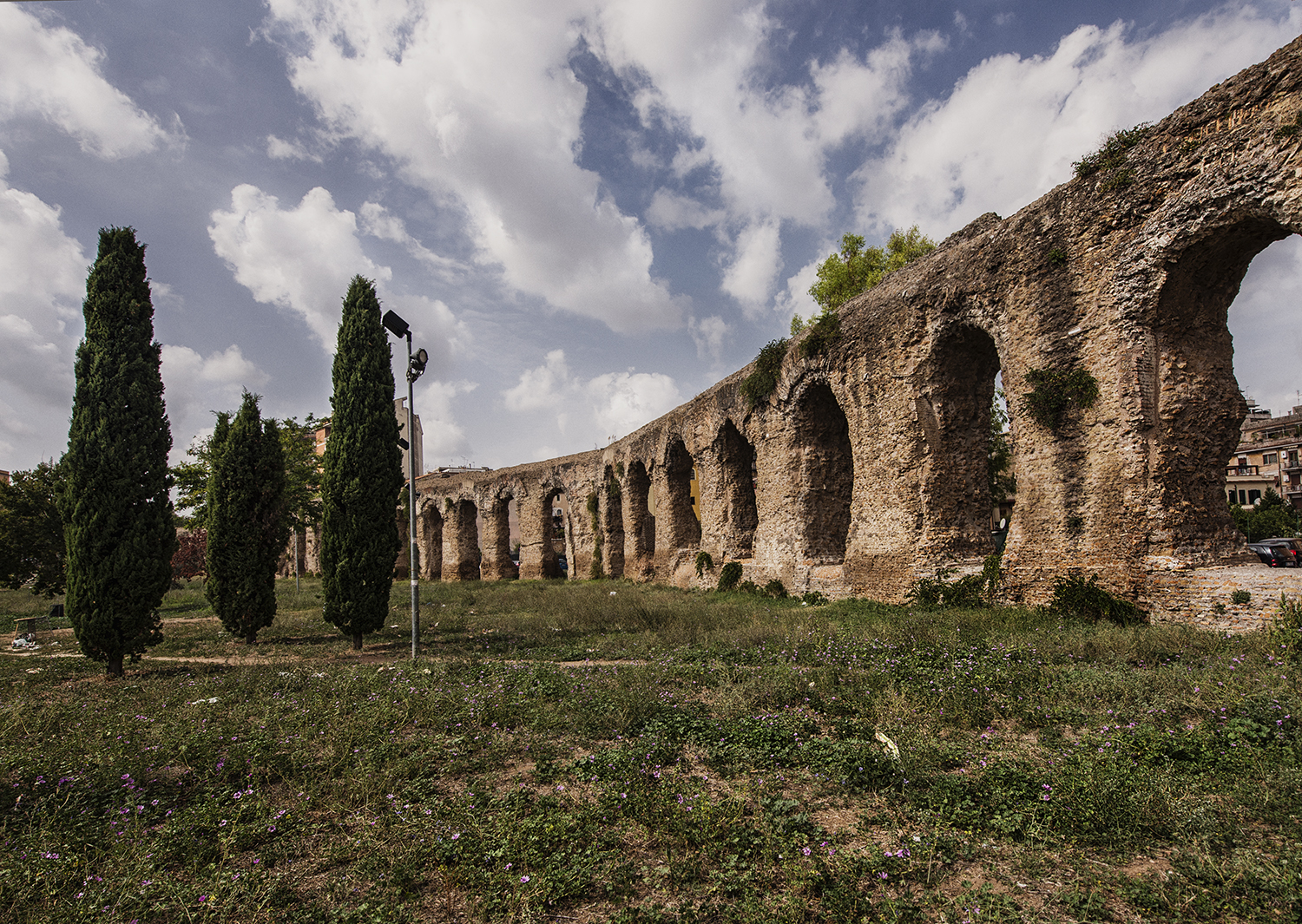
알렉산드리나 수도교

현존하는 아쿠아 알렉산드리나 유적 중에서 지상으로 노출된 것 중 가장 길게 이어지는 구간은 첸토첼레 구의 피오피 거리와 올미 거리를 따라 이어진 구간이다. 카실리나 거리 북쪽의 팔미로 톨리아티 대로에는 그 위를 지나가는 거대한 아치도 있다. 옛 첸토첼레 배수로 (Fosso di Centocelle)를 따라서 도로가 조성되어 있는데 이쪽 부근의 수도교 높이는 20~25m에 달한다. 예전에는 로마 외곽의 명물 중 하나였지만 지금은 주택 밀집 지구에 완전히 둘러싸여 있다. 이 구간의 벽돌 표면은 부식의 영향을 크게 받은 다른 구간과는 달리 매우 잘 보존된 편이다.
그 다음으로 길게 보존된 구간은 카실리나 거리 남부에 있는 아케도토 알레산드리노 거리를 따라 보존된 구간이다. 이 구간에도 아치가 설치되어 계곡을 건너 수도교가 이어질 수 있도록 하였으며, 카를로 델라 로카 거리에는 최저 높이 지점이 있다. 지금은 주택가와 파르코 조르다노 산갈리 공원으로 둘러싸여 있으며, 디아 토르피냐타라 거리의 건널목에서 구간이 끝난다.
첸토첼레에서 판타노보르게세 방면으로 수도교를 따라 걸어가볼수도 있는데, 중간에 개방지나 군데군데 농경지를 통과하며 로마의 순환고속도로인 그란데 라코르도 아눌라레에 이르게 된다. 특히 배수로를 건너는 지점처럼 낮은 아치로 된 구간이 몇 곳 있는데 토르트레테스테 주택지구에서는 아예 수도교 유적 주변에 공원을 조성해놓기도 하였다.

## 갤러리

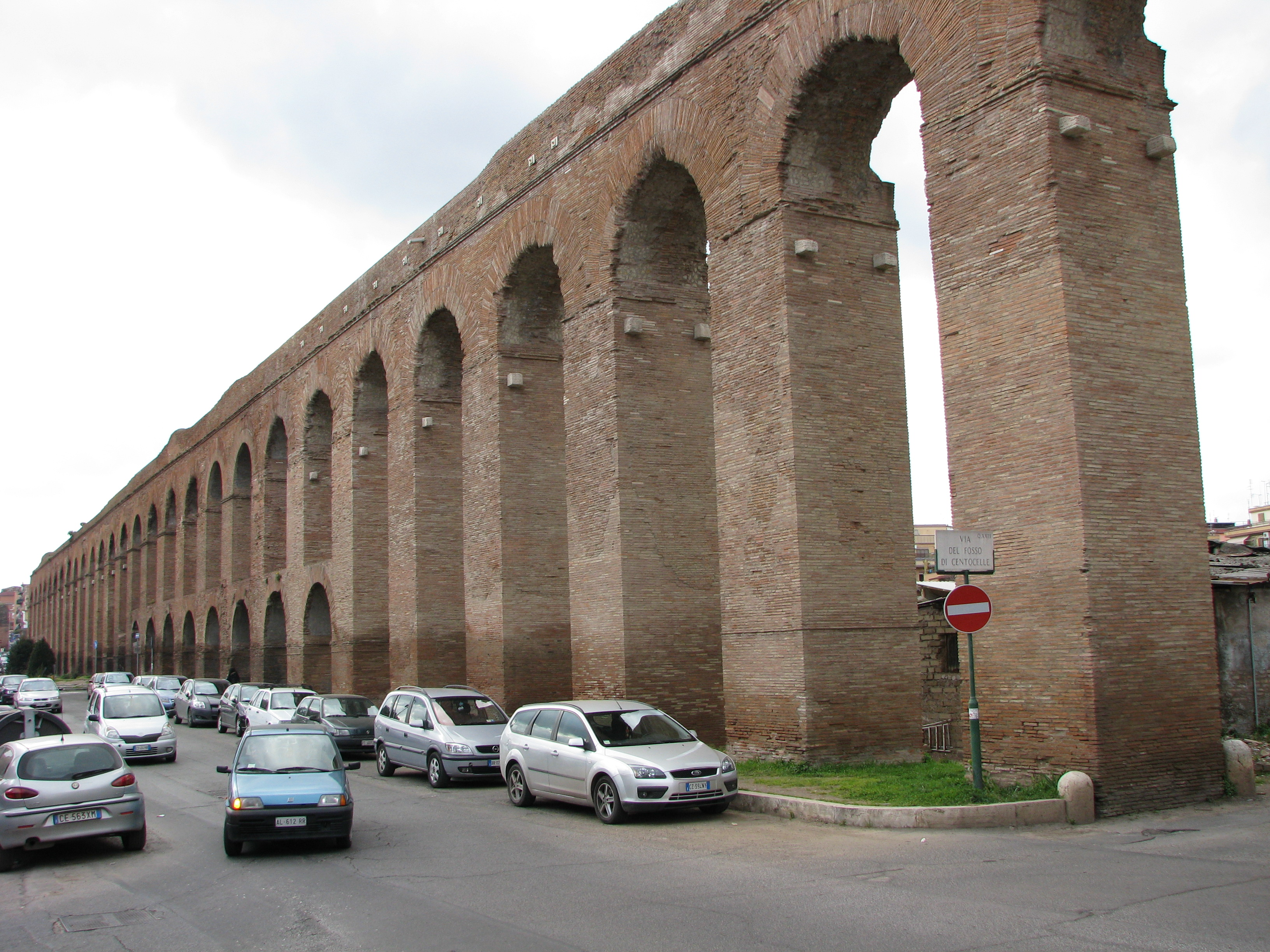
포소디첸토첼레의 수도교
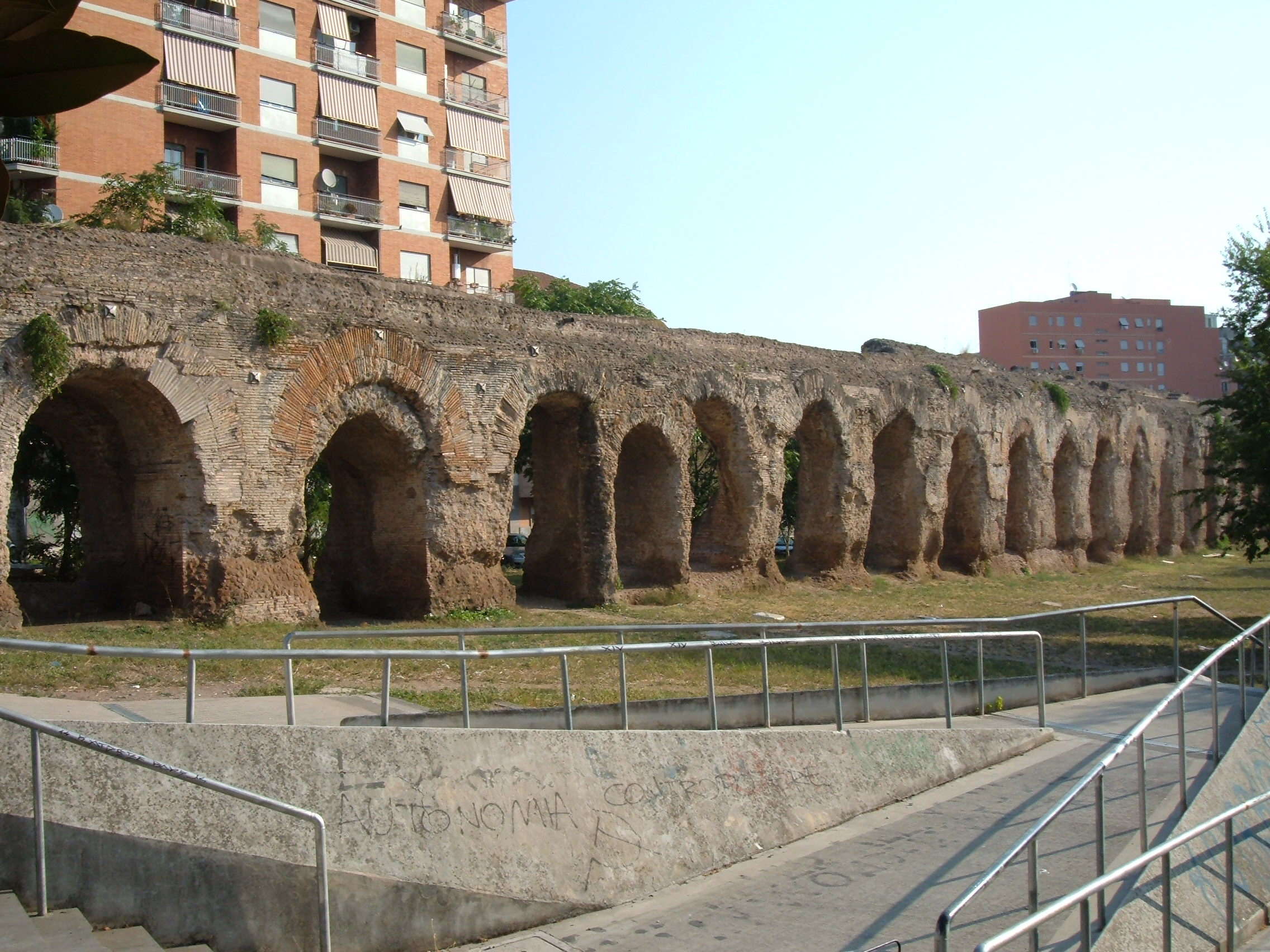
토르피냐타라 구의 구간
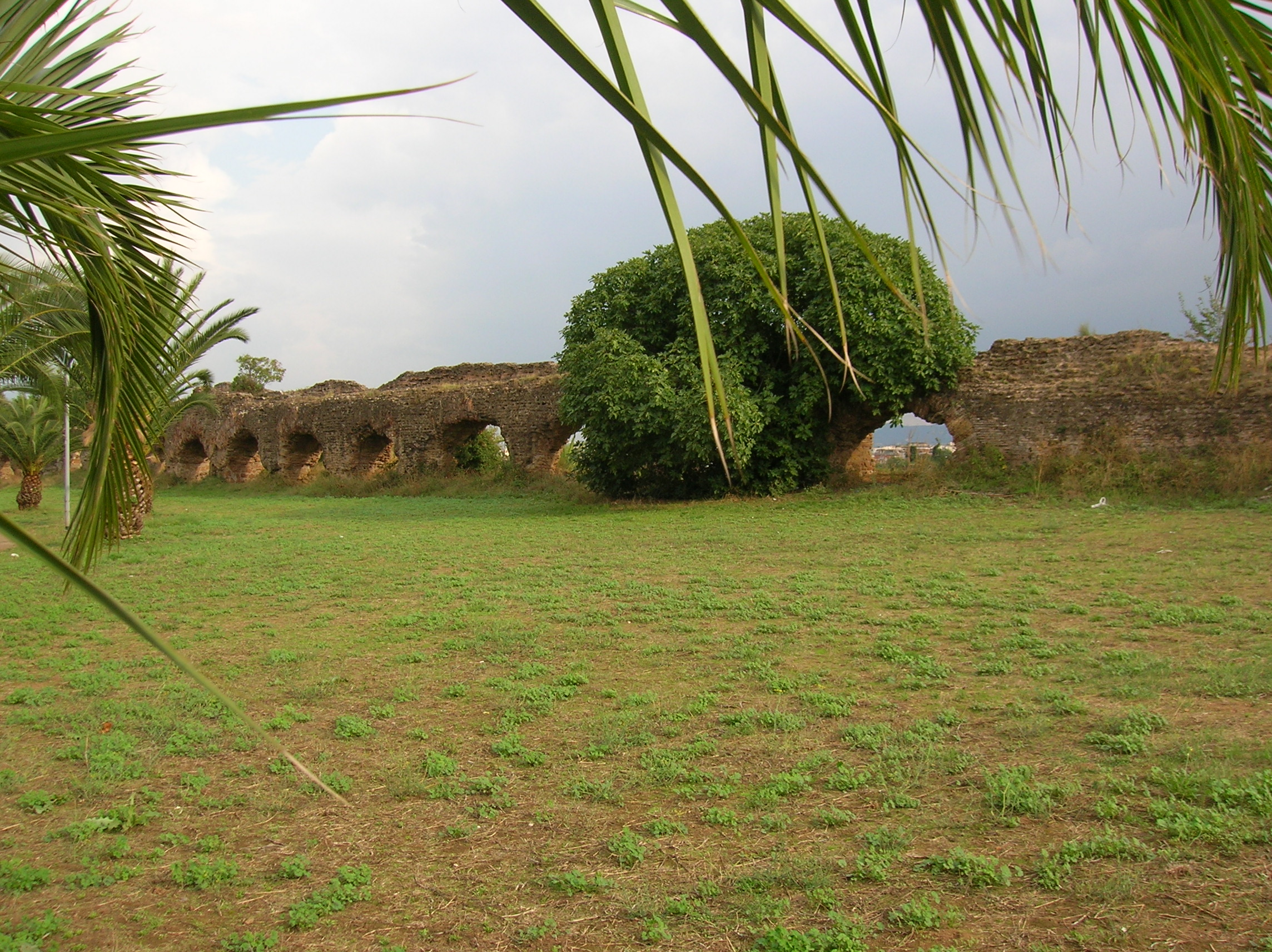
토르트레테스테 부근의 유적
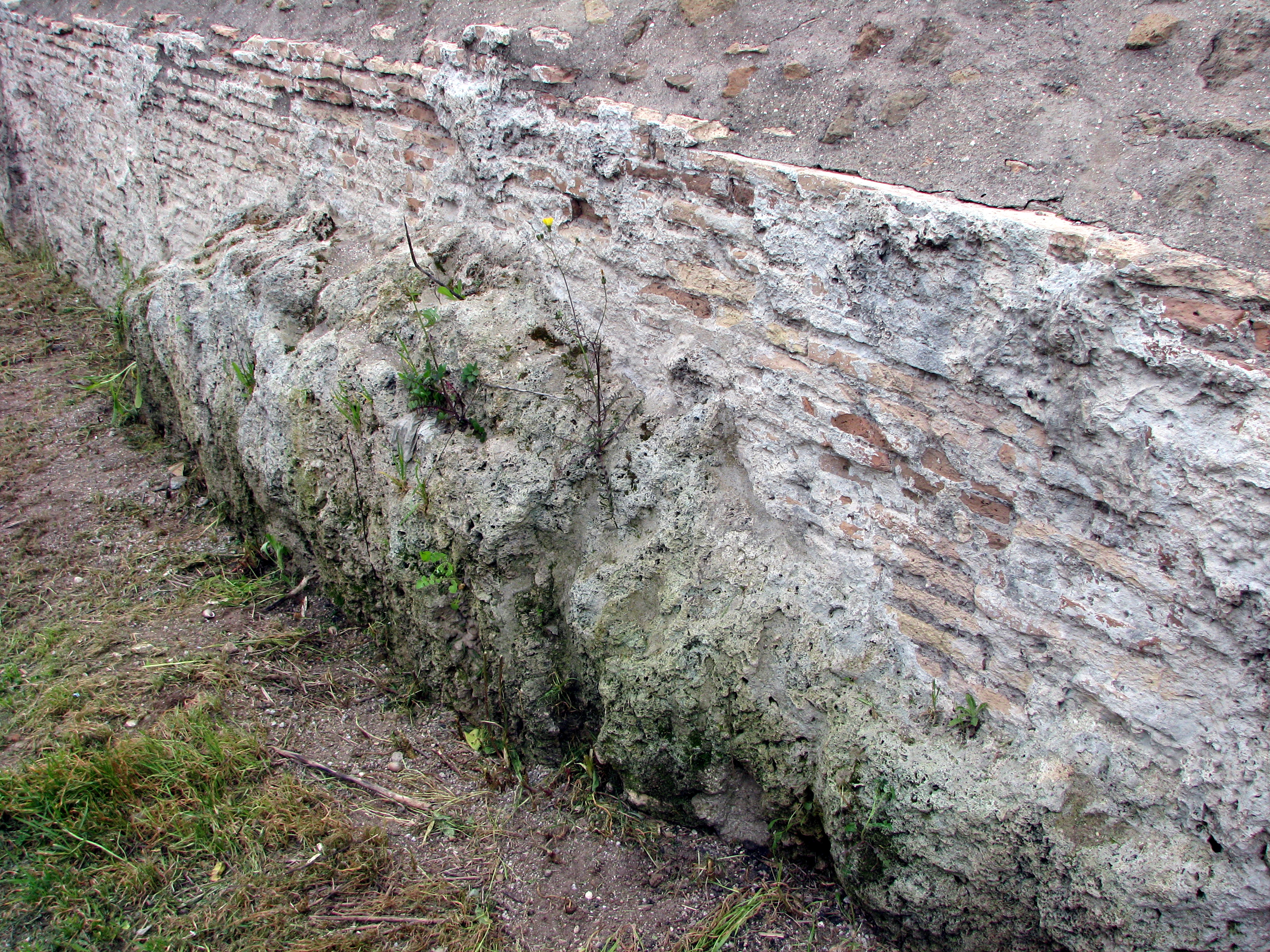
수도교에서 물이 샌 흔적을 나타내는 백색 석회질
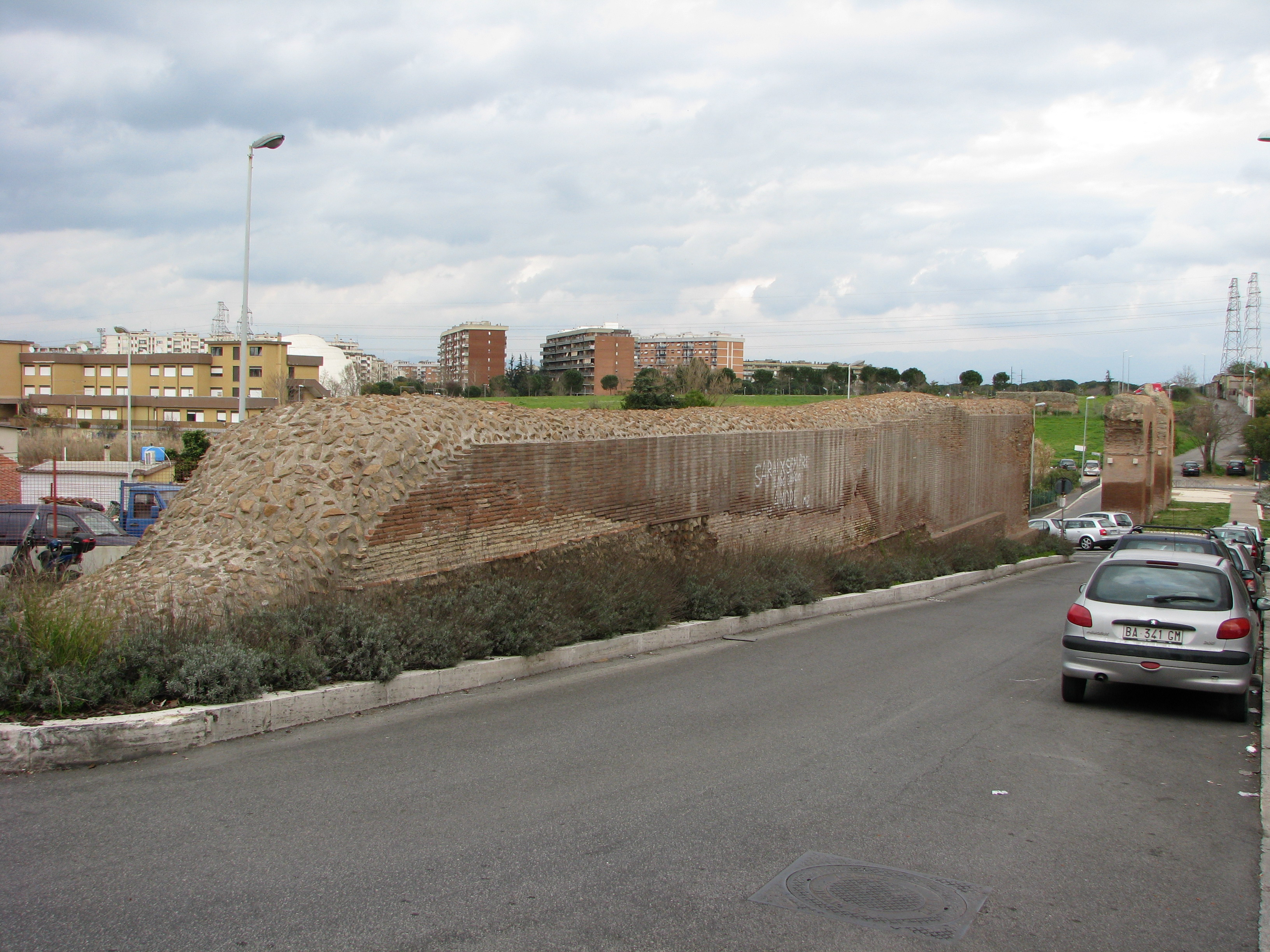
아치 없는 저지대 구간

## 같이 보기
- 로마의 수도교 목록